# Degeneracija makule
Degeneracija makule bolest je središnjeg dijela mrežnice, takozvane makule, koje se obično javlja kod starijih odraslih, a koje rezultira gubitkom vida u središtu vidnog polja. Javlja se u dvije forme: “suhoj” i “vlažnoj”. Degeneracija makule je glavni uzrok sljepoće kod ljudi starijih od 50 godina. Ova bolest može otežati i onemogućiti čitanje i prepoznavanje lica, iako preostali periferni vid omogućava ostale svakodnevne aktivnosti. 
Mrežnica je unutarnji sloj oka, i ona sadrži živčane stanice i živčana vlakna koja omogućavaju vid. Iza mrežnice je žilnica, srednji sloj oka koji sadrži krvne žile koje sudjeluju u ishrani mrežnice. U suhom (neeksudativnom) obliku degeneracije makule, stanični ostaci zvani druze nakupljaju se između mrežnice i žilnice, što mrežnicu može odvojiti od njene podloge, mrežničnog pigmentnog epitela. U vlažnom (eksudativnom) obliku, koji je mnogo teži, krvne žile izrastaju iz žilnice, i također mogu uzrokovati odvajanje mrežnice od njene podloge. Ovo stanje može se liječiti laserskom fotokoagulacijom, te lijekovima koji zaustavljaju rast krvnih žila.  
Iako se neke makularne distrofije koje pogađaju mlade ljude ponekad povezuju s degeneracijom makule, naziv "degeneracija makule" općenito se odnosi samo na senilnu degeneraciju makule. 

## Senilna degeneracija makule
Senilna degeneracija makule počinje karakterističnim žutim depozitima u makuli (središnjem području mrežnice koje omogućuje oštrinu vida) zvanim druze između i donjeg sloja žilnice. Ova faza ranih promjena naziva se senilnom makulopatijom. Najveći broj ljudi s tim ranim promjenama imaju dobru vidnu oštrinu. Kod nekih ljudi, pak, senilna makulopatija uznapreduje do senilne degeneracije makule. Rizik napredovanja je znatno veći kad su druze velike i brojnije, te kad su udružene s promjenama u sloju mrežničnog pigmentnog epitela ispod makule. Nedavna istraživanja ukazuju da su velike i meke druze povezane s hiperkolesterolemijom, te da mogu reagirati na lijekove koji snizuju razinu kolesterola u krvi. 
Istraživači sa Sveučilišta Southampton izvijestili su 7. listopada 2008. da su otkrili šest mutacija na genu Serping1 koje su udružene s pojavom senilne degeneracije makule. 
Uznapredovala senilna degeneracija makule koja je odgovorna za težak gubitak vida, ali nikad za potpunu sljepoću, ima dva oblika: suhi i vlažni. Centralna geografska atrofija, “suha” forma uznapredovale senilne degeneracije makule, nastaje kao posljedica atrofije mrežničnog pigmentnog epitela, koja pak uzrokuje gubitak fotoreceptora (štapića i čunjića) u središnjim dijelovima mrežnice, i susljedno smanjenje vidne oštrine. Trenutačno ne postoji ni jedan djelotvoran način liječenja centralne geografske atrofije. Neka istraživanja pokazuju da kombinacije vitamina i visokih doza antioksidanasa luteina i zeaksantina, osporavaju napredovanje suhe senilne degeneracije makule. 
Neovaskularna ili eksudativna senilna makularna degeneracija, “vlažni” oblik uznapredovale senilne degeneracije makule, izaziva gubitak vida zbog abnormalnih krvnih žila koje rastu iz koriokapilarisa probijajući Bruchovu membranu, uzrokujući krvarenje i nakupljanje tekućine i proteina ispod makule. Ako se to stanje ne liječi, krvarenje, nakupljanje tekućine i proteina, te stvaranje ožiljaka kao posljedica rasta tih krvnih žila konačno uzrokuje trajna i nepopravljiva oštećenja fotoreceptora, te brz gubitak vidne oštrine.  
Sve donedavno nije bilo djelotvornog liječenja vlažnog oblika senilne degeneracije makule. Ipak, novi lijekovi, nazvani anti-angiogeni ili anti-VEGF (engl. anti-Vascular Endotheilal Growth Factor) agensi, mogu uzrokovati regresiju abnormalnih krvnih žila i poboljšati vid kad se ubrizgaju u staklovinu oka. Injekcije mogu biti umjereno bolne i obično zahtijevaju nekoliko ponavljanja u razmaku od mjesec dana. Trenutačno se na tržištu nalaze ranibizumab (Lucentis), bevacizumab (Avastin), te pegaptanib (Macugen). Samo su Lucentis i Macugen odobreni od FDA (američke Agencije za hranu i lijekove) od travnja 2007. godine. Cijena Lucentisa je otprilike 3000 US$ po tretmanu, dok je cijena Avastina otprilike 150 US$ po tretmanu. U Hrvatskoj se pretežno koristi Avastin, iako je "off label" (tj. nije registriran za tu svrhu).  

### Rizični faktori
- Dob: Otprilike 10% pacijenata u dobi od 66-74 god. će imati naznake makularne degeneracije. Prevalencija raste do 30% kod pacijenata u dobi 75-85 god.

- Pozitivna obiteljska anamneza: Životni rizik za razvoj kasnog stadija makularne degeneracije je 50 % za osobe koji imaju pozitivnu obiteljsku anamnezu, nasuprot 12% za osobe koji nemaju makularnu degeneraciju u obitelji, četverostruko veći.

- Gen makularne degeneracije: Geni za sustav komplementa faktor H (CFH) i faktor B (CFB) su povezani s rizikom za razvoj makularne degeneracije. CFH je uključen u inhibiciju upalnog odgovora posredovanog s C3b (s alternativnim putem komplementa) i ponašajući se kao kofaktor za cijepanje C3b u njegov inaktivni oblik C3bi, i za slabljenje aktivnog kompleksa koji tvore s C3b i faktor B. C-reaktivni protein i polianionski površinski markeri kao glukozaminoglikani pojačavaju sposobnost faktora H da inhibira complement. Mutacija faktora CFH (Tyr 402His) reducira afinitet CFH za CRP i vjerojatno mijenja sposobnost faktora H da prepozna specifični glikozaminoglikan. Ova promjena rezultira s reduciranom (smanjenom) sposobnošću CFH za regulaciju komplementa na kritičnim površinama kao što je specijalna membrane na stražnjoj površini oka, dovodi do pojačanog upalnog odgovora na makuli. U 2006.god studije naYale Department of Epidemiology and Public Health and the Department of Opthalmology and Visual Sciences, Moran Eye Center of the University of Utah School of Medicine, novi gen je uključen u bolest, nazvan HTRA1(kodira serin proteazu). Mitohondrijski genom (mtDNA) u ljudi je obuhvaćen u pojedinačni kružni kromosom 16.569, i svaki mitohondrij sadrži 5-10 kopija mitohondrijskih kromosoma. Postoji nekoliko esencijalnih gena u mtDNA koji su uključeni u replikaciju i translaciju, skupa s nekim genima koji su presudni za mehanizam koji pretvara metaboličku energiju u ATP. Ovo uključuje NADH dehidrogenazu, citokrom oksidazu, ubikvinol/ citokrom i oksireduktazu, i ATP sintazu, kao i gene za ribosomsku RNA i transportnu RNA koje su potrebne za translaciju ovih gena u proteine. Postoje specifične bolesti povezane s mutacijom nekih od ovih gena.

- Mutacija gena za ATP sintetazu: RP ili retinitis pigmentoza je disfunkcija retine i povezana je s mutacijom ATP ili adenozin fosfataze, gena 615.1617. Stargardt-ova(STGD), zvana i juvenilna makularna degeneracija je AR retinalna bolest. Karakterizirana juvenilnim- početnim makularnim distrofijama, alternirajući na periferiju retine i nagomilavanjem depozita nalik na lipofuscin subretinalno. Gen koji kodira ATP-vežući kazetni (ABC) transporter je uključen u 2cM (centimorgan) interval. 1p13-p21 prije je prikazan u analizama kao skrovište STGD gena. Gen ABCR, je izrazito izražen i u visokim razinama u mrežnici, u štapićima, ali ne i u čunjićima, detektiran s in-situ hibridizacijom.

Analize mutacija ABCR u STGD obiteljima otkrilo je ukupno 19 različitih mutacija uključujući homozigotne mutacije u obitelji s krvnim srodstvom. Ovaj podatak upućuje da je ABCR uzročni gen STGD/FFM. 
Drusen CMSD studija upućuje na sličnost u molekularnom taloženju plakova i depozita u drugim dobro povezanim bolestima kao što je Alzheimer-ova bolest i ateroskleroza. Dok postoji tendencija za okrivljenje drusena za progresivni gubitak vida, drusen depoziti mogu biti prisutni na mrežnici bez ikakva gubitka vida. Neki pacijenti s velikim depozitima drusena (žute i bijele ekstracelularne nakupine koje se talože u Bruchovoj membrani) imaju normalnu vidnu oštrinu. Ako su normalna mrežnična recepcija i transmisija moguće u mrežnici s visokom koncentracijom drusena, tada, iako je drusen uključen u gubitak vidne funkcije, mora postojati najmanje još jedan faktor koji se smatra odgovornim za gubitak vida. Pigmentni retinitis je genetički povezana disfuncija mrežnice i povezana je s mutacijom gena63 za ATP sintazu. 
- Arg 80 Gly varijanta komplementa proteina C3: Genetička studija je objavila 2007. u New England Journal of Medicine članak koji govori da određena, uobičajena mutacija gena C3, koji je središnji protein u sustavu komplementa, izrazito povezana s učestalošću dobno povezane makularne degeneracije. Autori smatraju da njihova studija naznačuje utjecaj komplementa u patogenezi bolesti.

- Hipertenzija: još poznata kao visoki krvni tlak

- Kardiovaskularni status: visoki kolesterol, pretilost

- Visoki unos masnoća:  povezan je s povišenim rizikom makularne degeneracije i u muškaraca i u žena. Masnoća osigurava oko 42% energije uobičajene američke prehrane.Prehrana koja dobiva oko 20-25% energije iz masnoća je vjerojatno zdravija.Smanjujući unos masnoća na tu razinu znači smanjiti konzumaciju crvenog mesa i proizvoda visoke masnoće kao punomasno mlijeko, sir i maslac. Jedući više ribu (najmanje dva puta tjedno), radije nego crveno meso, i jedući neku vrstu orašastih plodova može pomoći pacijentima s makularnom degeneracijom.

- Oksidativni stres: Pretpostavlja se da nakupljanje niskomolekularnih fototoksičnih prooksidativnih oligomera melanina bez lizosoma u pigmentnom epitelu mrežnice može biti dijelom odgovorno za smanjenje razine fotoreceptora POS. Smanjenje razine POS-a je povezano s lipofuscinskim strukturama-klasični znak povezan s makularnom degeneracijom.

- Mutacija 5-fibulina: Rijetki AD oblici bolesti su uzrokovani genetičkim defektom 5-fibulina. 2004.god.  Stone je izveo istraživanje na 402 pacijenta i otkrio statistički značajnu povezanost između mutacija na 5-fibulinu i incidencije bolesti. Nadalje, glavne mutacije su nađene na cbEGF domenama proteina koji vežu kalcij. Učinci mutacija nisu poznati.

- Rasa: Makularna degeneracija je češća kod bijelaca nego kod ljudi afričkog podrijetla.

- Izloženost suncu:

Postoje razilaženja u mišljenju da li izloženost suncu doprinosi razvitku makularne degeneracije. Nedavna studija na 446 ispitanika u British Journal of Ophthalmology
je pokazala da ne postoji povezanost. Ostala istraživanja su pokazala da visokofrekventno vidljivo svjetlo može doprinijeti razvitku makularne degeneracije. 
- Pušenje: Pušenje duhana povisuje rizik razvitka makularne degeneracije 2-3 puta, te prestanak pušenja može biti jedan od najvažnijih faktora u prevenciji bolesti. Prijašnje studije su potvrdile snažnu povezanost između pušenja i makularne degeneracije. Pušenje ima toksični učinak na retinu.

### Znakovi
- Mrljaste promjene
- Pigmentne promjene
- Eksudativne promjene: krvarenje u oko, teške eksudacije, subretinalna/sub-RPE (tj. ispod retinalnog pigmentnog epitela)/intraretinalna tekućina
- Atrofija: početna i geografska
- Vidna oštrina drastično pada (dvije linije optotipa ili više) od: 20/20 na 20/80.

### Simptomi
- Zamućen vid: Osobe s neeksudativnom makularnom degeneracijom mogu biti asimptomatske ili mogu zamijetiti stupnjevit gubitak centralnog vida, dok osobe s eksudativnom makularnom degeneracijom često zamijete brzi nastup gubitka vida.
- Centralni skotomi (sjene ili područja s nedostatkom vida)
- Iskrivljen vid (metamorfopsija) – rešetke ravnih linija pojavljuju se valovite i dijelovi rešetke se mogu pojaviti bijeli. Pacijenti to često prvo zamijete gledajući u mini-zastore u svojoj kući.
- Problem razlikovanja boja; osobito tamnih od tamnih i svijetlih od svijetlih.
- Spori oporavak vidne funkcije nakon izloženosti jakom svjetlu.
- Gubitak kontrastnog senzibiliteta.

Amslerov test je jedna od najjednostavnijih i najdjelotvornijih metoda za pacijente za praćenje zdravlja žute pjege (makule). Amslerova mreža je uzorak s kvadratnom mrežom linija i s crnom točkom u središtu. Središnja crna točka koristi se za fiksaciju (tj. kao mjesto u koje ispitanik gleda). Kad gledaju u središnju crnu točku, kod osoba s normalnim vidom sve linije oko crne točke izgledaju ravne i jednoliko razmještene, bez manjkavih ili prekobrojnih područja. Osobama kod kojih je očna pjega zahvaćena bolešću, kao u makularnoj degeneraciji, linije mogu izgledati savijene, iskrivljene i/ili nedostaju.  
Makularna degeneracija sama po sebi neće dovesti do potpune sljepoće, te u skoro svim slučajevima ostaje bar nešto vida. Tako je zbog toga što područje žute pjege zahvaća oko 5 % mrežnice i odgovorno je za otprilike 35% vidnog polja. Ostalih 65% (periferno vidno polje) ostaje nezahvaćeno ovom bolešću. 
Gubitak centralnog vida značajno utječe na vidnu funkciju. Na primjer, bez centralnog vida nije moguće čitati. Slike koje gubitak centralnog vida kod makularne degeneracije ilustriraju crnom točkom nisu točne i ne daju pravu predodžbu o vrsti gubitka vida. Ovo se može dokazati tako da napišemo slova visoka 15 cm na komad papira i damo pacijentu da ih pokuša prepoznati gledajući ravno naprijed dok papir držimo lagano u stranu. Većini ljudi ovo je iznenađujuće teško učiniti.  
Postoji gubitak osjećaja za kontrast tako da su obrisi, sjene i boje manje živahni. Gubitak osjećaja za kontrast može se jednostavno izmjeriti testom osjetljivosti na kontrast. 
Slični simptomi s dosta različitom etiologijom i različitim liječenjem mogu biti uzrokovani epiretinalnom membranom, makularnim naborom („macular pucker“) ili rupturom krvnih žila u oku.  

### Dijagnoza
Fluoresceinska angiografija upotrebljava se za identifikaciju i lokalizaciju nenormalnih vaskularnih procesa. Optičku koherencijsku tomografiju trenutačno koristi većina oftalmologa u dijagnostici i praćenju odgovora na liječenje bevacizumabom i srodnim lijekovima – inhibitorima VEGF koji se ubrizgavaju u staklovinu. 

### Prevencija
Studija očnih bolesti povezanih sa starenjem u SAD pokazala je da kombinacija visokih doza beta-karotena, vitamina C, vitamina E i cinka može smanjiti rizik progresije rane prema naprednoj smanjiti za otprilike 25%. Jedna druga studija, Studija očnih bolesti povezanih s godinama koja proučava moguće dobrobiti luteina, zeaksantina i ribljeg ulja je još u toku.
  
Na Harvardu su u toku istraživanja s ciljem smanjenja akumulacije lipofuscina. 
U 2007. Studija na Nacionalnom institutu za oko u Marylandu pokazala je da lutein i zeaksantin (sastojci u jajima i zelenom povrću) donekle pružaju zaštitu od makularne degeneracije. 
Druge studije su pronašle da antioksidansi ometaju vezu između dva procesa koji uzrokuju makularnu degeneraciju i produžuju vrijeme života nezamjenjivih fotoreceptora i ostalih stanica mrežnice.  

### Posljedice
Makularna degeneracija može napredovati u pravu sljepoću i nemogućnost vožnje. Također može rezultirati teškoćom ili nemogućnošću čitanja ili prepoznavanja lica. 
Posebno prilagođene naprave mogu oboljelima pomoći kod čitanja. To su povećala, posebne leće za naočale, stolne i prijenosne električne naprave i kompjuterski optički čitači poput JAWS za Windows. 
Postoje i posebne knjige s krupnim slovima, što olakšava čitanje, kao i audio-knjige. 